# Samphor
Le ' Samphor' (khmer : សំភោរ), également romanisé sous la forme sampho, est un Instrument de percussion de la famille des membranophones. Originaire du Cambodge, il est connu depuis des siècles, en témoignent les bas-reliefs des temples d’Angkor sur lesquels il est représenté. Des instruments similaires existent en Inde (huruk), en Afrique (tama), et au Japon (ōtsuzumi).

## Facture
Ce  tambour-tonneau mesure a une largeur d'environ 0,35 m, pour une longueur de 0,5 m. Il possède deux têtes, recouvertes par deux membranes en peau de veau ou de buffle. Les peaux, sont resserrées et tendues avec des lanières de cuir ou de rotin, autour d'arceaux métalliques. Elles sont frappées par les deux mains du musicien. Traditionnellement, le fabricant "syntonise" chaque tête en appliquant un enduit de pâte faite à base de riz et de cendres en provenance de la combustion de palmier.  La force des sons émis, est rendue plus ou moins forte, en fonction de l'épaisseur de la couche de cendre apposée. Les vibrations ainsi obtenues sont modulées dans le fût qui fait office de caisse de résonance. Le timbre du fût varie suivant le matériau dans lequel il a été usiné (acier, boyau naturel ou synthétique).

## Jeu
Selon les aptitudes  du batteur le samphor peut décliner huit hauteurs de gammes différentes. En principe c'est lui qui dirige le pinpeat (khmer : ពិណពាទ្យ) un orchestre ou ensemble de musique du Cambodge, qui interprète essentiellement des musiques jouées à la cour royale et dans les temples. Le samphor définit le tempo et le rythme des morceaux interprétés, il peut également être joué en freestyle dans l'accompagnement du sralai (khmer : ស្រឡៃ). Le samphor est identique au taphon (thaï : ตะโพน), un tambour traditionnel thaïlandais, en forme de tonneau, joué lui aussi, par les mains et les doigts des deux mains, un peu comme avec le conga.
Le batteur utilise quatre coups distincts: un coup ouvert et un coup fermé pour chaque tête. Chacun de ces quatre sons a un nom cambodgien :
1. Course ouverte, petite tête (ting),
2. Course fermée, petite tête (pointe),
3. Course ouverte, grosse tête (theung),
4. Course fermée, grosse tête (tup).